# Komisariat Wewnętrzny Straży Granicznej nr 4 „Lwów”
Komisariat Wewnętrzny Straży Granicznej nr 4 „Lwów”” – jednostka organizacyjna Straży Granicznej w okresie międzywojennym.

## Formowanie i zmiany organizacyjne
Rozporządzeniem Prezydenta Rzeczypospolitej Polskiej Ignacego Mościckiego z 22 marca 1928, do ochrony północnej, zachodniej i południowej granicy państwa, a w szczególności do ich ochrony celnej, powoływano z dniem 2 kwietnia 1928 Straż Graniczną.
Rozkazem nr 3 z 14 maja 1929 w sprawie utworzenia Inspektoratu Wewnętrznego komendant Straży Granicznej płk Jan Jur-Gorzechowski utworzył komisariat wewnętrzny Straży Granicznej nr 4 „Lwów”.
Rozkazem nr 7 z 23 października 1931 w sprawach organizacyjnych i etatowych , w związku z zarządzeniem Ministra Skarbu z 22 października 1930 znoszącym Inspektorat Okręgowy Nr VI, komendant Straży Granicznej płk Jan Jur-Gorzechowski zarządził likwidację Inspektoratu Okręgowego nr VI z dniem 3 listopada 1930. Zniósł komisariat „Warszawa”, a powołał Egzekutywę Oddziału II Komendy Straży Granicznej z przydziałem etatowym, ewidencyjnym i gospodarczym do Komendy Straży Granicznej. Komisariaty wewnętrzne zachowały swój terytorialny zakres działania. Komisariat Lwów przydzielono pod względem służbowym bezpośrednio do Małopolskiego Okręgu Straży Granicznej; etatowo, ewidencyjnie i gospodarczo do Inspektoratu Granicznego Stryj.
W 1934 komisariat zlikwidowano

## Kierownicy/komendanci komisariatu
| stopień     | imię i nazwisko     | okres pełnienia służby | kolejne stanowisko |
| ----------- | ------------------- | ---------------------- | ------------------ |
| nadkomisarz | Wilhelm Kisielewski | XII 1929 – IV 1932     | Zwolniony ze SG    |